# Деккерс, Хюрнит
Хюрнит Деккерс (нидерл. Hurnet Dekkers, род. 08 апреля 1974) — голландская спортсменка, гребчиха, призёр чемпионата мира по академической гребле 2005 года, а также Летних Олимпийских игр 2004 года.

## Биография
Хюрнит Деккерс родилась 08 апреля 1974 года в нидерландском городе Россюме, Гелдерланд. Тренировалась в клубе «Skoell AASRV», (Амстердам). Профессиональную карьеру гребца начала в 1987 году.
Первыми соревнованиями на международной арене на которых Деккерс приняла участие был — II этап кубка мира по академической гребле 2001 года в Севилье (2001 WORLD ROWING CUP II). В составе четверки, в финальном заплыве с результатом 06:50.260 голландская команда заняла 4 место, уступив призовые места соперницам из Польши (06:47.370 — 3е место), Великобритании (06:43.920 — 2е место) и Германии (06:35.790 — 1е место).
На Летних Олимпийских играх 2004 года в Афинах команда Деккерс финишировала третьей и заработали бронзовую медаль в заплыве восьмерок с рулевой. С результатом 06:58.540 голландские гребцы уступили первенство соперницам из Германии (06:57.330) и Румынии (06:56.050).
Бронзовую медаль за заплыв восьмерок с рулевой принесли соревнования чемпионата мира по академической гребле 2005 года в Кайдзу, Япония. Команда Деккерс с результатом 05:59.610 финишировала третьей, уступив первенство соперницам из Румынии (05:59.500 — 2е место) и Австралии (05:58.100 — 1е место).